# Heijo Hangen
Heijo Hangen (* 29. April 1927 in Bad Kreuznach; † 18. Juli 2019) war ein deutscher konstruktiver Künstler und documenta-Teilnehmer von 1977.

## Leben
Heijo Hangen wurde 1927 in Bad Kreuznach geboren. Von 1947 bis 1950 studierte er an der Landeskunstschule in Mainz. Im Anschluss erhielt er ein Atelierstipendium des Landes Rheinland-Pfalz. 
1956 bezog Hangen ein Atelier im Künstlerhaus auf dem Asterstein in Koblenz. In dieser Zeit arbeitete er als Ausstellungs- und Grafikdesigner in Koblenz und Bonn, wo er zahlreiche Aufträge für amerikanische Bildungseinrichtungen (wie das U.S.I.S.) realisiert. Mit der Entwicklung seines Bildmoduls Anfang der 1960er-Jahre stieg seine künstlerische Bekanntheit und seine Präsenz in Galerie- und Museumsausstellungen. In den 1970er- und 1980er-Jahren war er regelmäßig auf den großen Kunstmessen in Basel und Köln vertreten. Hangen realisierte nun erste Kunst-am-Bau-Projekte (für das Krankenhaus Kemperhof in Koblenz und das Arbeitsamt in Neuwied). 1976 erhielt Hangen ein Atelierstipendium in der Villa Massimo in Rom, 1977 wurde er zur documenta 6 nach Kassel eingeladen. Von 1977 bis 1993 war er Dozent an der europäischen Akademie für Bildende Kunst in Trier. 2011 erhielt Hangen den Preis Peter C. Ruppert für Konkrete Kunst in Europa, 2013 widmete ihm das neue Mittelrhein-Museum in Koblenz einen eigenen Raum. Nach dem Tode seiner Frau Gisela gründete er 2015 die „heijo + gisela hangen-stiftung“, die Künstlerkollegen auszeichnet.

## Künstlerisches Werk
Bereits um 1950 entstanden erste Versuche im Bereich der Abstraktion, ab 1952 begann Hangen dann mit konstruktiven Arbeiten, die zunächst noch stark der suprematistischen Tradition verpflichtet sind. 1962 entwickelte er die für ihn typische Modulform, die aus einer Aufteilung des Quadrates in Dreieckselemente besteht und die es ihm fortan ermöglichte, alle seine Arbeiten – egal aus welchem Jahr oder welcher Schaffensphase – unmittelbar zu kombinieren. Mit der Verwendung eines immergleichen Form-Moduls entledigte sich Hangen 1962 jeglicher Kompositionsproblematik. So konnte er sich in seinem Schaffen fortan ganz auf die Wirkung der Farbflächen zueinander konzentrieren. Dieser Vorgehensweise und seinem Grundmodul blieb er mit äußerster Konsequenz treu, sie kann als sein originärer Beitrag zur konstruktiven Kunst gelten.

## Einzelausstellungen (Auswahl)
- 1954: Amerika-Haus, Koblenz
- 1962: Galerie im Stadttheater, Remscheid
- 1967: Galerie Teufel, Koblenz
- 1968: Mittelrhein-Museum, Koblenz
- 1971: Von der Heydt-Museum, Wuppertal
- 1976: Galerie Teufel, Köln
- 1981: Kunstverein Kassel (mit Günter Neusel)
- 1988: Galerie Hoffmann, Friedberg
- 1991: Museum für Konkrete Kunst, Ingolstadt
- 1991: Landesmuseum Mainz
- 1998: Städtische Galerie Würzburg
- 2004: Galerie Hoffmann, Friedberg
- 2007: Mittelrhein-Museum, Koblenz
- 2013: Galerie Geiger, Konstanz
- 2015: Galerie Geiger, Konstanz
- 2015: Papiermuseum Düren
- 2017: Leopold Hoesch Museum, Düren